# 神戸市交通局800形電車
神戸市交通局800形電車（こうべしこうつうきょく800がたでんしゃ）は、神戸市交通局がかつて所有していた神戸市電の路面電車車両である。

## 概要
800形は、700形に続いて1937年に801 - 810の10両が局工場で製造された。当初は、500形のJ・L車の更新による700形の増備が予定されていたが、軍需産業の活発化により利用客も増加した結果、更新を取り止めて完全な新車として製造されることとなり、車体も大型化されて3扉車となり、車内もロングシート化された。中央扉は、戸袋窓を作らないために4枚折り戸が採用されたが、ドアエンジンは取り付けられなかったため、全て手動扉であった。
1945年の神戸大空襲では、804 - 806・808の4両が被災して廃車された。
1947年、神戸市電として戦後初の新車を増備することとなり、本形式の増備を行うこととなった。その際、戦災廃車された4両と同一番号の代替分4両と、811 - 818の増備分8両の合計12両分の車体が東芝網干工場で製造され、床下機器や台車は廃車された車両から流用して局工場で組み立てた上で登場した。
1962年、802と815が衝突事故を起こし、大阪車輌工業にて復旧工事を受けたが、その際乗降扉の配置を1100形や1150形同様の左右非対称の2扉車に変更され、また815（初代）は801（2代）に、801（初代）を 808（3代）に、さらに808（2代）を815（2代）に改番して、801・802が前中扉車にまとめられた。また1963年に事故に遭った813は、復旧の際に中扉を埋められ、1000形と同様の車体となった。
3扉車として残った車両の中扉は使用されなくなり、扉に似た板を車体にはめ込み、車内座席はそのまま延長せず2扉車として使用されるようになった。
1968年には、801・802が大阪車輌工業にてワンマンカーに改造されたが、後に再びツーマンカーとして使用された。
本形式の廃車は1969年から実施され、3月23日付で803・807・809 - 811・818の6両が廃車、続く11月1日付で804 - 806・808・812・814 - 817が、8月1日付で 813が廃車され、残るは801・802の元ワンマンカー2両のみとなった。この2両は1971年3月13日の市電全廃の日まで使用され、翌日、他の車両とともに廃車された。
初代801である808（3代）は、交通局より永久保存車に指定され、名谷工場で保存されている。

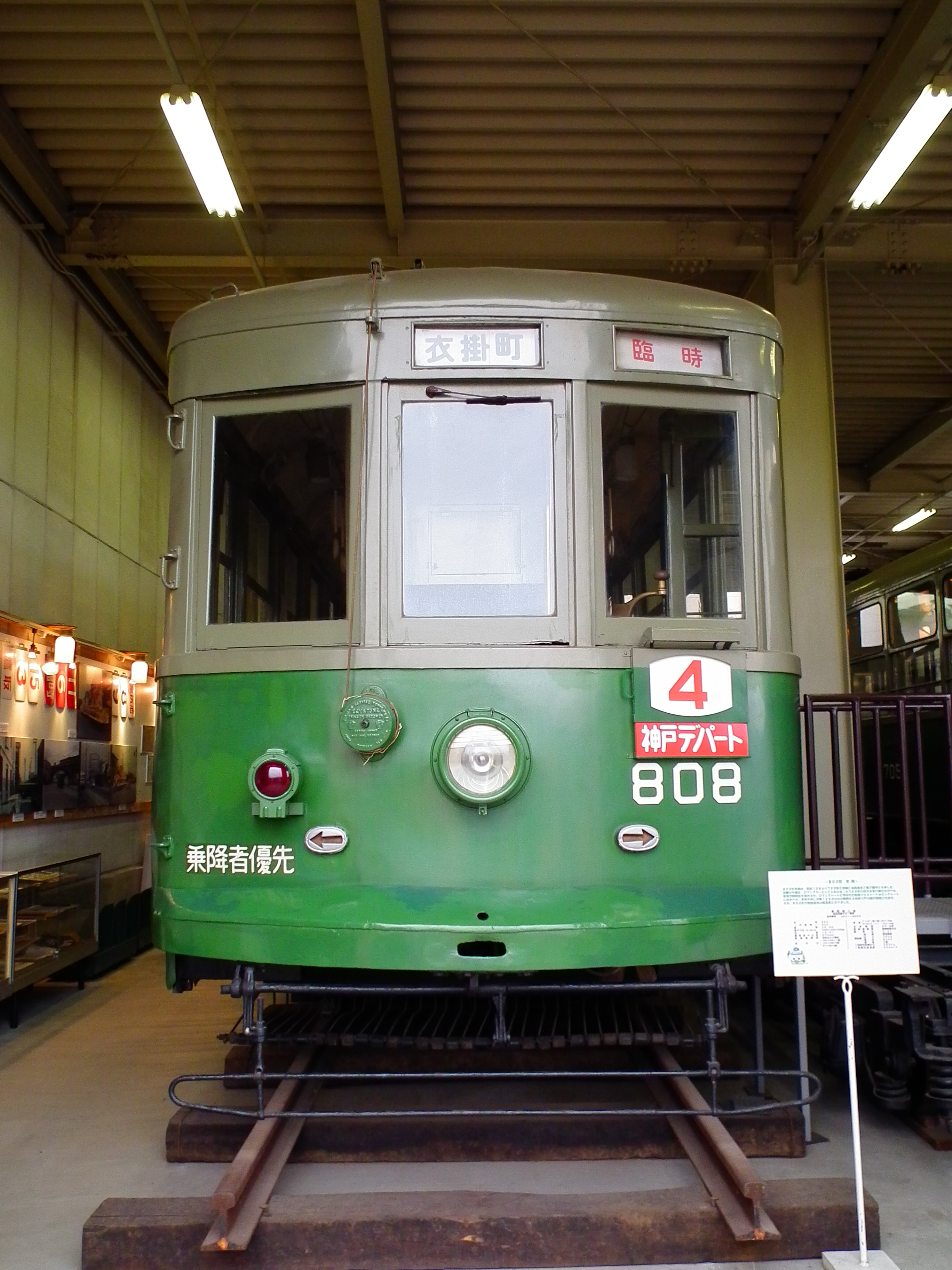
神戸市営地下鉄名谷基地に保存されている808（許可を得て撮影）
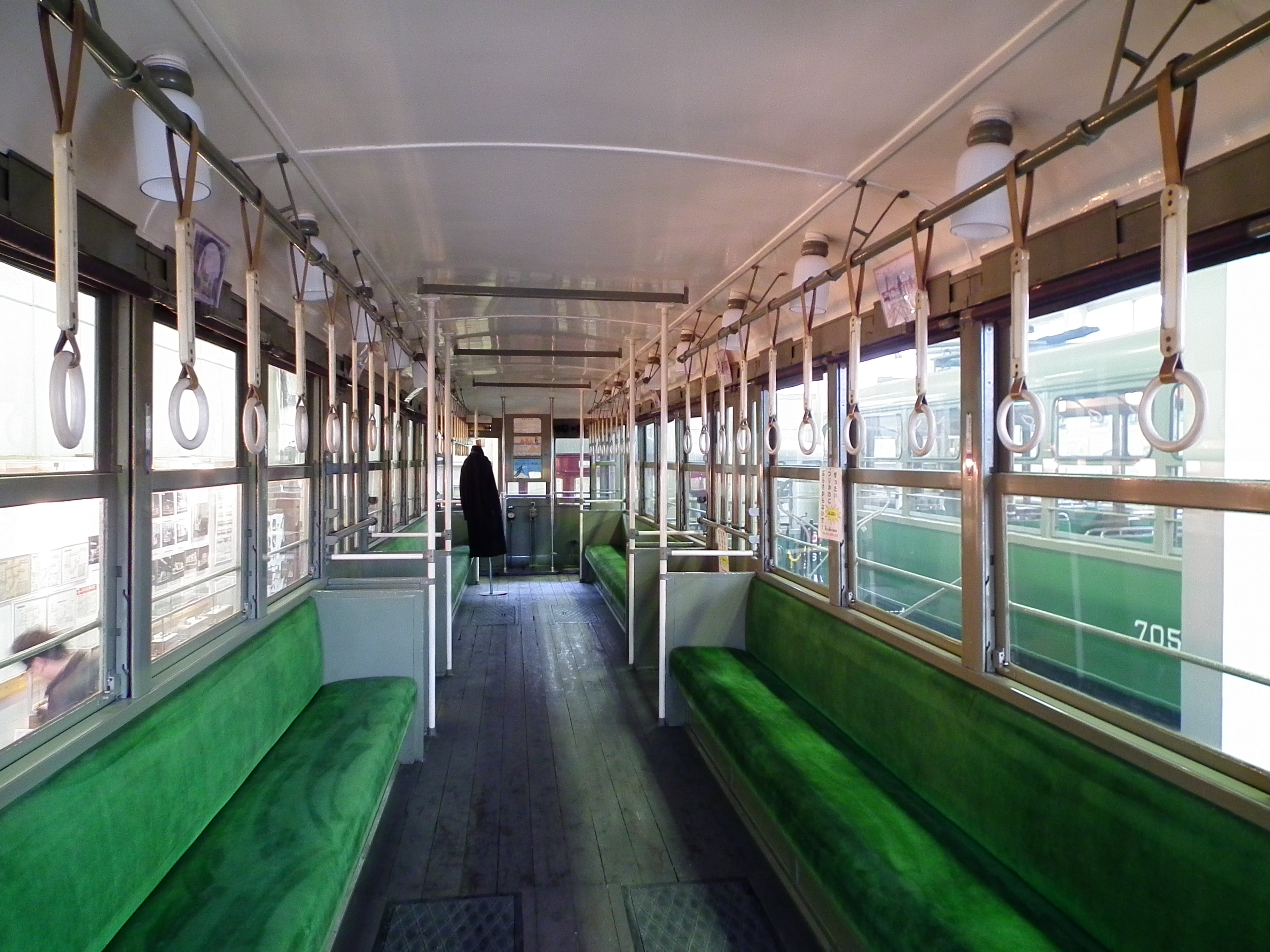
808の車内。中扉が締め切られているのがわかる。（許可を得て撮影）